# 牙龈病
牙龈病（gingival diseases）是指一组发生于牙龈组织的疾病，如牙龈炎和牙龈增生，可受全身因素、内分泌系统、遗传或药物副作用的影响。牙龈病病损范围限于牙龈，而不累计牙槽骨、牙周膜和牙骨质。
牙龈病一般不侵犯深层牙周组织，是口腔疾病中常见的非破坏性疾病。细菌集在牙龈和牙齿中间的牙龈沟中，引起出血、发炎、感染和潜在的提前掉牙。牙龈炎症一般由牙菌斑引起，菌斑长期累积就会引起牙龈炎症，使牙龈沟加深、龈沟液增多，逐渐地菌斑会向龈下延伸发展，形成龈下菌斑。对牙周环境造成更大的威胁。
牙周疾病有三個主要階段，每個都顯示不同的症狀，需要不同類型的治療。牙齦炎是最溫和的形式，牙龈对牙菌斑产生炎症反应尚非感染，在此階段早期侦测將有助於防止不可逆的口腔損傷。